# Болдвин (Џорџија)
Болдвин (енгл. Baldwin) град је у америчкој савезној држави Џорџија. По попису становништва из 2010. у њему је живело 3.279 становника.

## Демографија
Према попису становништва из 2010. у граду је живело 3.279 становника, што је 854 (35,2%) становника више него 2000. године.
| Група             | 2000.         | 2010.         |
| Белци             | 1.630 (67,2%) | 1.810 (55,2%) |
| Афроамериканци    | 90 (3,7%)     | 114 (3,5%)    |
| Азијати           | 59 (2,4%)     | 93 (2,8%)     |
| Хиспаноамериканци | 627 (25,9%)   | 1.227 (37,4%) |
| Укупно            | 2.425         | 3.279         |